# Id Software
id Software – producent komputerowych gier z gatunku first-person shooter (FPS), znany m.in. z takich serii jak Wolfenstein, Doom czy Quake. Firma powstała w Mesquite w Teksasie w 1991 roku. Nazwa firmy nawiązuje do id, jednej z trzech freudowskich struktur osobowości.
24 czerwca 2009 roku na stronie id software, ogłoszony został oficjalny komunikat o nabyciu firmy przez amerykańskiego wydawcę gier ZeniMax Media.

## Skład zespołu
Firma została założona przez programistę Johna Carmacka, projektantów gier Johna Romero i Toma Halla oraz grafika Adriana Carmacka. Wszyscy założyciele odeszli z id Software. Jeszcze w trakcie prac nad Doomem odszedł Hall, John Romero opuścił firmę już po wydaniu wersji shareware'owej Quake'a, John Carmack odszedł jako ostatni, w 2013 roku.
W skład zespołu wchodzą:
- Kevin Cloud (współwłaściciel, grafik)
- Todd Hollenshead (współwłaściciel, c.e.o.)
- Tim Willits (współwłaściciel, gł. designer)

A także: Christian Antkow, Timothee Besset, Mal Blackwell, Andy Chang, Jim Dosé, Pat Duffy, Robert A. Duffy, Brian Harris, Matt Hooper, James Houska, Donna Jackson, Jerry Keehan, Jason Kim, Seneca Menard, Steve Rescoe, John Root, Kenneth Scott, Marty Stratton, Patrick Thomas, Eric Webb, Jonathan Wright.

## Gry

### Commander Keen(1990)
Pierwsza gra id Software, dzięki której firma wyróżniła się spośród konkurencji.

### Catacomb 3D(1991)
Strzelanka pierwszoosobowa, której silnik stał się bazą gry Wolfenstein 3D. W porównaniu do Hovertank 3D (także stworzonego przez id Software) cechuje się bardziej rozwiniętą grafiką – ściany nie są jednokolorowymi blokami, posiadają tekstury oraz naniesione płaskie obiekty.

### Wolfenstein 3D(1992)
Pierwsza gra Id Software, która odniosła sukces – głównie dzięki świetnej (jak na czasy procesorów taktowanych zegarem 8 MHz) pseudotrójwymiarowej grafice oraz kontrowersyjnemu tematowi. Jako agent specjalny aliantów podczas II wojny światowej, gracz penetrował podziemia nazistowskiej fortecy. Trzeba się było zmierzyć z hordami uzbrojonych po zęby esesmanów oraz wyprodukowanych podczas genetycznych eksperymentów potworów. Na koniec z samym Adolfem Hitlerem (kiedy udało się go zastrzelić, mówił płaczliwym głosem „Eva, auf Wiedersehen”).

### Spear of Destiny(1993)
Sukces Wolfensteina był tak duży, że wkrótce agent Blazkowicz musiał zmierzyć się z kolejnymi produktami demonicznych nazistowskich eksperymentów. Ta sama grafika, trochę więcej poziomów i nowi przeciwnicy – to musiało na razie graczom wystarczyć. Id Software pracował już w tym czasie nad swoim największym hitem.

### Doom(1993)
Doom to jeden z największych przebojów w historii gier komputerowych. Nikt nie jest w stanie policzyć, ile razy został ściągnięty z Internetu (legalnie – w okrojonej wersji shareware lub nielegalnie, w pełnej wersji). Według danych PC Data w sklepach sprzedano ponad 2,9 mln kopii, co wystarczyło, aby John Carmack (jeden z głównych twórców gry) mógł kupić sobie czerwone Ferrari Testarossa. Doom miał też licznych przeciwników – głównie wśród polityków i dziennikarzy, który posądzali go o propagowanie bezmyślnej przemocy i akcenty okultystyczne.

### Doom II(1994)
Sukces Dooma wiązał się nie tylko ze świetną trójwymiarową grafiką i dynamiczną akcją – prawdziwym przebojem okazały się rozbudowane możliwości gry w sieci lokalnej lub przez Internet. Możliwość stosunkowo łatwej rozbudowy gry o nowe poziomy przedłużyła jej życie i zdobyła dla niej nowych fanów.

### Quake(1996)
Id Software stał się schronieniem dla grupy perfekcjonistów – a ich głównym celem było stworzenie najdoskonalszego trójwymiarowego „silnika” graficznego, jaki dotychczas wyprodukowano. Ich każda kolejna gra przekraczała nową technologiczną barierę. Postacie i obiekty w Quake były bardziej złożone i lepiej animowane niż w jakiejkolwiek grze komputerowej wcześniej. Gracze kupili 1,8 mln egzemplarzy.

### Quake II(1997)
Id zaczął zarabiać coraz więcej na opłatach licencyjnych – nie tylko sam produkował gry (które świetnie się sprzedawały), ale również pozwalał innym wykorzystać własny silnik graficzny w innych produktach. Sukces udało się powielić. Hexen II czy Soldier of Fortune okazały się przebojami, których sława przyćmiła swojego poprzednika.

### Quake III: Arena(1999)
Kontrowersyjna decyzja przygotowania gry opracowanej wyłącznie do zabawy w sieci (można było grać z komputerem, ale tylko wtedy, kiedy „symulował” innych zawodników) nie przysporzyła ostatniemu Quake'owi popularności, ale gra i tak okazała się wielkim przebojem. Podobnie zresztą jak i opracowany na jej potrzeby silnik graficzny. Ten sam silnik wykorzystany został również w grze „Call of Duty”, która premierę miała 29 października 2003 r.

### Return to Castle Wolfenstein(2001)
W ramach przymierza z Gray Matter Software i Nerve Software powstał reboot klasycznego hitu sprzed lat – Wolfensteina 3D. Gra, mimo kontrowersji (zakazana sprzedaż w Niemczech), sprzedawała się bardzo dobrze i w ciągu dwóch pierwszych miesięcy sprzedało się ponad milion kopii gry.

### Doom 3(2004)
Przed wydaniem gry część prasy i graczy spodziewała się przełomu. Sprzedanych zostało 1,5 miliona kopii gry. Niedługo po wydaniu Dooma 3, został wydany dodatek przedłużający tryb gry jednoosobowej.

### Quake 4(2005)
Jest komputerową grą FPS wyprodukowaną przez Raven Software oraz id Software i wydaną przez Activision. Premiera odbyła się 18 października 2005 roku. Quake 4 korzysta z silnika graficznego stworzonego na potrzeby innej gry (Doom III).

### Quake Live(2009)
Ogłoszona w 2007 roku kolejna gra FPS w uniwersum Quake. Oryginalnie była to wersja Quake III: Gold (Quake'a III oraz dodatku – Team Arena) dostępna przez przeglądarkę internetową. W listopadzie 2013 roku gra przeszła z rozwiązania bazującego na przeglądarce www na osobny, samodzielny program i płatny model dystrybucji.

### Wolfenstein(2009)
Odnowiona wersja legendarnej gry Wolfenstein 3D. Gra jest tworzona przez Raven Software z współpracą z ID Software. Ponownie wcielamy się w postać B.J. Blazkowicza i walczymy z nazistami podczas II wojny światowej.

### Rage(2011)
Gra niezwiązana z żadną z wcześniejszych marek firmy. Zrobiona na silniku id Tech 5. Gra należy do gatunku first-person shooter i rozgrywa się w postapokaliptycznym świecie przypominający film Mad Max oraz grę Fallout. Została wydana przez Bethesda Softworks.

### Doom(2016)
Czwarta część serii Doom, stanowiąca jej reboot. Jej wydanie na komputery osobiste, PlayStation 4 i Xbox One ukazało się w 2016 roku.

### Rage 2(2019)
Druga część gry Rage, została stworzona przez  id Software i Avalanche Studios. Została wydana w 2019 na platformy PlayStation 4, Xbox One i Microsoft Windows. Wydawcą było Bethesda Softworks.

### Doom Eternal(2020)
Wydana w 2020 roku gra, nawiązująca do Dooma II. Doom Eternal bazuje na silniku id Tech 7, na platformy Nintendo Switch, PlayStation 4, Xbox One, Google Stadia i Microsoft Windows.

### Doom: The Dark Ages(2025)
Doom: The Dark Ages  stanowi prequel gier Doom (2016) oraz Doom: Eternal. Historia osadzona jest w czasach, których Slayer dopiero znajduje powód do swojej wewnętrznej furii. 